# Jangada (Mato Grosso)
Pour les articles homonymes, voir Jangada (homonymie).
Jangada est une municipalité brésilienne située dans l'État du Mato Grosso.